# Eutrichosiphum russellae
Eutrichosiphum russellae är en insektsart. Eutrichosiphum russellae ingår i släktet Eutrichosiphum och familjen långrörsbladlöss.

## Underarter
Arten delas in i följande underarter:
- E. r. russellae
- E. r. lijiangense